# Paul Castellano
Constantino Paul Castellano (New York, 26 juni 1915 – aldaar, 16 december 1985), ook bekend onder het pseudoniem Big Paul, was een Italiaans-Amerikaans crimineel. Tijdens zijn hoogtijdagen was hij de leider van de maffiafamilie Gambino.